# Ủy ban Quốc phòng Nhà nước
Ủy ban Quốc phòng Nhà nước (tiếng Nga: Государственный комитет обороны, ГКО, đã Latinh hoá: Gosudarstvennyj komitet oborony, GKO) là một cơ quan chính phủ khẩn cấp đặc biệt được thành lập trong Chiến tranh Vệ quốc Vĩ đại, có đầy đủ quyền lực về quân sự, chính trị và kinh tế ở Liên Xô.
Các quyết định của Ủy ban Quốc phòng Nhà nước có giá trị ràng buộc đối với mọi công dân, tổ chức và cơ quan chính phủ. Chủ tịch Ủy ban Quốc phòng Nhà nước là Chủ tịch Hội đồng Dân ủy Liên Xô Iosif Stalin, người từng là Tổng Bí thư Ban Chấp hành Trung ương Đảng Cộng sản toàn Liên bang (Bolshevik). Sau đó, ông đảm nhiệm các chức vụ Chủ tịch Đại bản doanh Bộ Tổng Tư lệnh Tối cao (từ ngày 10 tháng 7 năm 1941) và Ủy viên Nhân dân Bộ Dân ủy Quốc phòng Liên Xô (từ ngày 19 tháng 7 năm 1941).

## Thành lập
Ủy ban Quốc phòng Nhà nước được thành lập ngày 30 tháng 6 năm 1941 theo nghị quyết chung của Đoàn Chủ tịch Xô Viết Tối cao Liên Xô, Hội đồng Dân ủy Liên Xô và Ban Chấp hành Trung ương Đảng Cộng sản toàn Liên bang (b). Yêu cầu thành lập Ủy ban Quốc phòng Nhà nước với tư cách là cơ quan quản lý tối cao được đẩy mạnh bởi tình hình khó khăn ở mặt trận, đòi hỏi sự tập trung tối đa một hình thức lãnh đạo tập trung hơn.
Vào ngày 29 tháng 6 năm 1941, tại một cuộc họp trong Điện Kremlin, Vyacheslav Molotov đã đưa ra ý tưởng tạo ra một Ủy ban Quốc phòng Nhà nước, trong cuộc họp còn có Lavrenty Beria, Georgy Malenkov, Kliment Voroshilov, Anastas Mikoyan và Nikolay Voznesensky. Vào buổi chiều, những người tham gia cuộc họp đã đến Blizhnyaya Dacha, nơi ở của Stalin, đã cùng Stalin và các thành viên của Ủy ban phân chia nhiệm vụ.
Tại đây, một nghị định đã được đưa ra về việc thành lập Ủy ban. Một bản viết tay của nghị quyết đã được lưu trữ bảo quản trong văn phòng Bộ Chính trị Ban Chấp hành Trung ương. Bây giờ tài liệu nằm trong văn phòng của Cơ quan Lưu trữ Nhà nước Nga về Lịch sử Chính trị - Xã hội (RGASPI).

## Thành phần Ủy ban
Theo nghị quyết chung của Đoàn Chủ tịch Xô viết tối cao Liên Xô, Hội đồng Dân ủy và Ban Chấp hành Trung ương Đảng Cộng sản toàn Liên bang (b) ngày ngày 30 tháng 6 năm 1941, Ủy ban Quốc phòng Nhà nước được thành lập như sau:
- Chủ tịch Ủy ban Quốc phòng Nhà nước - Iosif Stalin,
- Phó Chủ tịch Ủy ban Quốc phòng Nhà nước - Vyacheslav Molotov
- Ủy viên Ủy ban - Kliment Voroshilov, Georgy Malenkov, Lavrenty Beria

Sau đó, thành phần của Ủy ban Quốc phòng Nhà nước đã nhiều lần thay đổi.
- Vào ngày 3 tháng 2 năm 1942, bổ sung Nikolay Voznesensky (lúc đó là Chủ nhiệm Ủy ban Kế hoạch Nhà nước Liên Xô) và Anastas Mikoyan làm ủy viên Ủy ban[10];
- Vào ngày 20 tháng 2 năm 1942, bổ sung Lazar Kaganovich làm ủy viên Ủy ban;
- Ngày 16 tháng 5 năm 1944, Lavrenty Beria được bổ nhiệm làm Phó chủ tịch Ủy ban Quốc phòng Nhà nước;
- Ngày 22 tháng 11 năm 1944, Nikolay Bulganin bổ sung làm Ủy viên Ủy ban Quốc phòng Nhà nước thay Kliment Voroshilov

Các cơ quan chính quyền địa phương là các ủy ban và ủy viên phòng thủ thành phố (ở các nước cộng hòa liên bang và tự trị). Các ủy ban phòng thủ thành phố được thành lập ở một số trung tâm khu vực và các thành phố lớn. Thành phần bao gồm đại diện của các cơ quan Xô viết và đảng, những người đứng đầu Bộ Dân ủy Nội vụ và chỉ huy quân sự. Các cơ quan GKO đã hành động đồng thời và thông qua các cơ quan quản lý và cơ quan hiến pháp.

## Nghị quyết Ủy ban Quốc phòng Nhà nước
Nghị định đầu tiên của Ủy ban Quốc phòng Nhà nước (“Về việc tổ chức sản xuất xe tăng hạng trung T-34 tại nhà máy Krasnoe Sormovo”) được ban hành vào ngày 1 tháng 7 năm 1941, nghị quyết cuối cùng (số 9971 “Về việc tiêu hủy vật còn xót các thành phần chưa hoàn chỉnh của quân trang quân dụng tiếp nhận từ ngành công nghiệp và tại các căn cứ của Bộ Dân ủy Quốc phòng Liên Xô và Bộ Dân ủy Hải quân Liên Xô") - Ngày 4 tháng 9 năm 1945. Việc đánh số các nghị quyết là liên tục.
Trong số 9971 nghị quyết và nghị định được Ủy ban Quốc phòng Nhà nước thông qua trong quá trình làm việc thì có 44 tài liệu vẫn được lưu trữ bí mật (19 tài liệu liên quan đến việc sản xuất vũ khí hóa học và 17 tài liệu dành cho việc xuất khẩu thiết bị từ Đức).
Hầu hết các quyết định của Ủy ban Quốc phòng Nhà nước đều do Stalin ký hoặc xác nhận bằng con dấu, và một số quyết định của Phó Chủ tịch Molotov và các thành viên của Ủy ban Quốc phòng Nhà nước Mikoyan và Beria.
Ủy ban Quốc phòng không có bộ máy riêng, các quyết định được chuẩn bị bởi các Bộ Dân ủy và các cơ quan tương ứng, và hồ sơ được lưu giữ bởi Ban Đặc biệt Trung ương Đảng Cộng sản toàn Liên bang.
Phần lớn các nghị quyết của Ủy ban được gắn nhãn "Bí mật" (Секретно), "Tối mật" (Совершенно секретно), "Tối mật/quan trọng đặc biệt" (Совершенно секретно/особой важности, tổng cộng 57 tài liệu) hoặc "Tuyệt mật/rất quan trọng" (Совершенно секретно/особая папка, tổng cộng 7 tài liệu) [kí hiệu "c", "cc", "сс/ов" và "сс/оп" số hiệu], một số quyết định được công khai và đăng trên báo chí (ví dụ về quyết định như vậy là Nghị quyết số 813 ngày 10.19.41 của GKO về việc áp dụng tình trạng bao vây ở Moscow).
Phần lớn các sắc lệnh của Ủy ban đề cập đến các vấn đề liên quan đến chiến tranh:
- sơ tán dân cư và công nghiệp [12] (trong thời kỳ đầu của cuộc Chiến tranh Vệ quốc Vĩ đại);
- động viên công nghiệp, sản xuất vũ khí, khí tài;
- thiết lập đội hình các đơn vị vệ binh [13];
- áp dụng các loại vũ khí và đạn dược mới;
- xử lý vũ khí, đạn dược thu giữ được;
- nghiên cứu và xuất khẩu sang Liên Xô các mẫu công nghệ, thiết bị công nghiệp thu giữ được; bồi thường (ở giai đoạn cuối của cuộc chiến);
- tổ chức trận đánh, phân phối vũ khí.
- bổ nhiệm thành phần Ủy ban;
- sáng kiến "công việc về uranium" (chế tạo vũ khí hạt nhân);
- thay đổi cấu trúc trong chính GKO.

## Cấu trúc
Một số bộ phận cấu trúc là một phần của GKO. Trải qua thời gian tồn tại, cơ cấu của Ủy ban đã nhiều lần được thay đổi nhằm phát huy tối đa hiệu quả quản lý và phù hợp với điều kiện hiện hành.

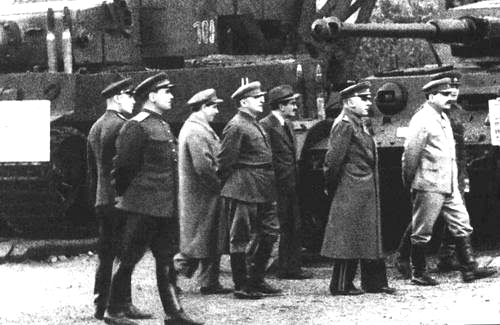

Đơn vị quan trọng nhất là Cục Tác chiến (Оперативное бюро), được thành lập vào ngày 8 tháng 12 năm 1942 theo nghị quyết số 2615s của Ủy ban Quốc phòng Nhà nước. Thành viên bao gồm Vyacheslav Molotov, Lavrenty Beria, Georgy Malenkov, và Anastas Mikoyan. Nhiệm vụ của đơn vị này ban đầu bao gồm kiểm soát và giám sát công việc hiện tại của tất cả các Bộ Dân ủy công nghiệp quốc phòng, Bộ Dân ủy thông tin liên lạc, luyện kim màu và kim loại màu, nhà máy điện, dầu mỏ, công nghiệp than và hóa chất, cũng như vấn đề lập và thực hiện kế hoạch sản xuất và cung cấp cho các ngành này và vận chuyển đến nơi cần. Ngày 19 tháng 5 năm 1944,Nghị quyết số 5931 được thông qua, theo đó chức năng của Cục được mở rộng đáng kể - nhiệm vụ của Cục bao gồm giám sát, kiểm soát công việc của các Bộ Dân ủy công nghiệp quốc phòng, giao thông vận tải, luyện kim, Bộ Dân ủy các lĩnh vực quan trọng nhất của công nghiệp và nhà máy điện; đồng thời, Cục Tác chiến cũng có nhiệm vụ cung ứng cho quân đội, và được giao cho các nhiệm vụ của Ủy ban Giao thông vận tải (Транспортного комитета), đã bị bãi bỏ theo quyết định.
Các bộ phận quan trọng khác của Ủy ban là:
- Một nhóm các Ủy viên thường trực Ủy ban Quốc phòng Nhà nước và các Ủy ban thường trực Ủy ban Quốc phòng Nhà nước tại các mặt trận.
- Ủy ban sơ tán (Комиссия по эвакуации) - được thành lập vào ngày  22 tháng 6 năm 1942 theo Nghị định số 1922 của GKO;
- Ủy ban đặc biệt (Особый комитет) - giải quyết các vấn đề về bồi thường; Ngày 26 tháng 9 năm 1941, theo Nghị quyết số 715c của GKO, Cục Di tản Dân cư (Управление по эвакуации населения) được tổ chức trực thuộc ủy ban này;
- Ủy ban Chiến tích (Трофейная комиссия) - được thành lập vào tháng 12 năm 1941, và vào ngày 5 tháng 4 năm 1943 theo nghị quyết số 3123ss, được chuyển thành Ủy ban chiến lợi phẩm (Трофейный комитет);
- Ủy ban xếp dỡ đường sắt (Комитет по разгрузке железных дорог) - được thành lập ngày 25 tháng 12 năm 1941 theo Nghị định số 1066ss của GKO, ngày 14 tháng 9 năm 1942, theo Nghị quyết số 1279 của GKO, được chuyển thành Ủy ban Giao thông vận tải trực thuộc GKO, tồn tại đến ngày 19 tháng 5 năm 1944, sau đó Ủy ban Giao thông vận tải bị bãi bỏ bởi Nghị quyết số 5931 của GKO. Các chức năng được chuyển giao cho Cục Tác chiến GKO;
- Ủy ban di tản (Комитет по эвакуации) - được thành lập vào ngày 25 tháng 10 năm 1941 theo Nghị quyết số 834 của GKO, giải thể vào ngày 25 tháng 12 năm 1941 theo Nghị quyết số 1066ss của GKO).
- Hội đồng Vô tuyến định vị (Совет по радиолокации) - được thành lập ngày 4 tháng 7 năm 1943 theo Nghị định số 3686ss của GKO, gồm: Malenkov (chủ tịch), Arkhipov, Berg, Golovanov, Gorokhov, Danilov, Kabanov, Kobzarev, Stogov, Terentyev, Ucher, Shakhurin, Shchukin;
- Ủy ban đặc biệt (Специальный комитет) - được thành lập vào ngày 20 tháng 8 năm 1945, xử lý công việc phát triển vũ khí hạt nhân [14]; Trong khuôn khổ của Ủy ban đặc biệt cùng ngày, 20 tháng 8 năm 1945, Tổng cục I (Первое главное управление) trực thuộc Hội đồng Dân ủy Liên Xô được thành lập, tham gia vào việc tạo ra một ngành công nghiệp mới trong một thời gian ngắn.

Hệ thống ba Tổng cục trực thuộc Ủy ban Quốc phòng Nhà nước được thành lập với kỳ vọng về sự phát triển cơ bản sau chiến tranh của các ngành công nghiệp mới và tồn tại lâu hơn nhiều so với chính ủy ban. Hệ thống này hướng một phần đáng kể nguồn lực của nền kinh tế Liên Xô vào sự phát triển của lĩnh vực hạt nhân, công nghiệp radar và lĩnh vực vũ trụ. Đồng thời, các bộ phận chính không chỉ giải quyết các vấn đề về tăng cường khả năng quốc phòng của đất nước mà còn là dấu hiệu cho thấy tầm quan trọng của các nhà lãnh đạo của chúng. Vì vậy, trong nhiều năm sau khi thành lập, vì lý do bí mật, Tổng cục I đã không cung cấp bất kỳ thông tin nào về thành phần và kết quả công việc cho bất kỳ cơ quan nào, ngoại trừ Đoàn Chủ tịch Trung ương Đảng Cộng sản toàn Liên bang.

## Chức năng
Ủy ban Quốc phòng Nhà nước phụ trách tất cả các vấn đề quân sự và kinh tế trong thời kỳ chiến tranh. Việc lãnh đạo các trận chiến được thực hiện thông qua Đại bản doanh Bộ Tổng tư lệnh tối cao.

## Giải thể
Ủy ban Quốc phòng Nhà nước bị giải tán theo Nghị định của Đoàn Chủ tịch Xô viết tối cao Liên Xô ngày 4 tháng 9 năm 1945.

## Kho lưu trữ
Tài liệu lưu trữ của Ủy ban Quốc phòng Nhà nước được giữ trong kho của Cơ quan Lưu trữ Nhà nước về Lịch sử Chính trị và Xã hội Nga (RGASPI).

## Liên kết
- Sắc lệnh GKO ngày 30 tháng 5 năm 1942 số 1837ss "Các câu hỏi của phong trào đảng phái"
- Thông tin phân loại
- Bản tin tài liệu đã giải mật của cơ quan lưu trữ nhà nước liên bang Số 6
- T- bill trên trang web Soldat.ru